# Ruta Provincial 28 (Buenos Aires)
La Ruta Provincial 28 es una carretera pavimentada interurbana de 18 km de extensión ubicada en el noreste de la provincia de Buenos Aires, en Argentina.

## Características y recorrido
Esta carretera une las cabeceras de los partidos de General Rodríguez y Pilar atravesando zonas rurales de estos partidos. En la localidad de General Rodríguez el camino pasa junto a la planta industrial de La Serenísima, mientras que cerca de la ciudad del Pilar el camino pasa junto al Monumento Cenotafio Héroes de Malvinas. 

## Localidades
A continuación se enumeran las localidades servidas por esta ruta.
- Partido de General Rodríguez: General Rodríguez y Barrio Marabó.
- Partido del Pilar: Pilar.

## Nomenclatura municipal
Debido a que una parte de esta carretera discurre por zonas urbanas, los diferentes municipios dieron nombres a esta ruta:
- Partido de General Rodríguez: Avenida Italia y Pedro Whelan
- Partido del Pilar: Venancio Castro.